# 弗兰克·里希特
弗兰克·里希特（德語：Frank Richter，1964年9月22日—），德国男子赛艇运动员。他曾代表德国参加1992年和1996年夏季奥林匹克运动会赛艇比赛，获得一枚银牌和一枚铜牌。